# Пахомов, Виктор Фёдорович
Виктор Фёдорович Пахомов (16 марта 1932, Бобрики, Московская область — 1 сентября 2017, Тула) — советский и российский тульский литератор, поэт. Член Союза писателей СССР (1975). Более четверти века возглавлял Тульское отделение Союза писателей России (с 1987). Заслуженный работник культуры Российской Федерации (2005). Почётный гражданин города-героя Тулы (2007).

## Биография
Выходец из крестьянской семьи, отец погиб на фронте в 1943 году.
Учился в Елецком художественном училище, окончил Московское художественное училище памяти 1905 года и заочное отделение художественно-графического факультета Московского государственного заочного педагогического института — ныне Московский государственный гуманитарный университет имени М. А. Шолохова (1966). В 1951—1955 годах служил в армии на Дальнем Востоке. Работал учителем, директором средних школ в Богородицком районе, ответственным секретарём богородицкой районной газеты, руководил литературным объединением.
Ещё учась в школе, начал писать стихи, печатался с 1958 года. Как вспоминал сам В. Ф. Пахомов, решающую роль в его становлении как поэта сыграл в его судьбе поэт Н. К. Старшинов.
Публиковался в местной печати, в «Учительской газете», в еженедельнике «Литературная Россия», в журналах «Юность», «Смена», «Сельская молодёжь», «Дружба народов», «Наш современник», «Поэзия», в коллективных сборниках. Первый сборник стихотворений «Моё село» вышел в 1974 году. Всего выпустил 8 поэтических книг, два сборника избранных стихотворений, хрестоматию «Тульский край в литературе и искусстве».
Являлся секретарём правления Союза писателей России и с 1987 года на протяжении 27 лет ответственным секретарём её Тульского регионального отделения, у истоков создания которого стоял, а также членом коллегии департамента культуры Администрации Тульской области, членом редколлегии журнала «Приокские зори». Действительный член Петровской академии наук и искусств. Проживал в Туле, где и умер.
Награждён медалями «За доблестный труд» и «Ветеран труда», медалью «Трудовая доблесть» III степени. Лауреат литературных премий Союза писателей России, журнала «Дружба народов» и премии Тульской области имени Л. Н. Толстого.